# Noctua latimarginata
Noctua latimarginata är en fjärilsart som beskrevs av Johannes Karl Max Röber 1900. Noctua latimarginata ingår i släktet Noctua och familjen nattflyn. Inga underarter finns listade i Catalogue of Life.